# أبو مجرفة
أبو مجرفة (بالإنجليزية: Shoveler)‏ بطة صغيرة الحجم تعيش في نصف الكرة الشمالي ولها منقار طويل على شكل ملعقة. وهي تعيش في أوروبا وآسيا وفي أمريكا الشمالية في فصل الصيف، وتهاجر جنوبًا إلى شمال أفريقيا، وجنوبي آسيا وأمريكا الجنوبية في فصل الشتاء. يمتد الجزء العلوي من المنقار متجاوزًا الجزء السفلي. لذكر هذه البطة رأس أخضر وصدر أبيض، أما جسمه فيميل إلى اللون الأزرق المشوب باللون الكستنائي. وتتغذى هذه البطة في المياه الضحلة بـ الرخويات والحشرات والجذور، وذلك باستخدام فمها ثم تصفية الطين والمياه من خلال الثقوب الموجودة على طرفي المنقار، تاركة الطعام داخل الفم. تضع هذه الطيور بيضها على الأرض على مقربة من المياه أحيانًا، حيث تضع الأنثى من 6 إلى 14 بيضة يتراوح لونها بين الأخضر الفاتح والأزرق الفاتح.